# Декабристы Кургана
Декабристы Кургана — участники российского дворянского оппозиционного движения, члены различных тайных обществ второй половины 1810-х — первой половины 1820-х, организовавшие антиправительственное восстание и отбывавшие ссылку в Кургане.
С период с 1830 по 1857 год в Кургане проживало 13 декабристов. Первым прибыл Иван Фохт, последним убыл Александр Бригген.
 Серым цветом  в таблице выделены умершие в городе Кургане (Иван Повало-Швейковский и Иван Фохт).
| Имя, даты жизни                      | Прибыл в Курган               | Убыл из Кургана              | Дальнейшая судьба |
| ------------------------------------ | ----------------------------- | ---------------------------- | --- |
| Николай Басаргин (1800—1861)         | 15 (27) марта 1842            | 2 (14) марта 1846            | Зачислен писцом 3 разряда канцелярии Пограничного управления сибирских киргизов, город Омск; затем служил в Ялуторовске. После амнистии жил в Москве.                                                                |
| Флегонт Башмаков (1774—1859)         | 1845                          | 1851                         | Переведён на жительство в Тобольск. |
| Александр Бригген (1792—1859)        | март 1836                     | июнь 1850                    | Переведён заседателем в Туринский окружной суд. |
| Александр Бригген (1792—1859)        | март 1855                     | 12 (24) июня 1857            | После амнистии выехал в Глуховский уезд Черниговской губернии, затем жил в Санкт-Петербурге. |
| Вильгельм Кюхельбекер (1797—1846)    | 25 марта (6 апреля) 1845      | февраль 1846                 | Выехал на лечение в город Тобольск. |
| Владимир Лихарев (1803—1840)         | 1830                          | июль 1832                    | Выехал на лечение в город Тобольск. |
| Владимир Лихарев (1803—1840)         | февраль 1833                  | 21 марта (2 апреля) 1837     | По высочайшему повелению определён рядовым в Отдельный Кавказский корпус. Убит в бою. |
| Николай Лорер (1794—1873)            | 14 (26) марта 1833            | 21 августа (2 сентября) 1837 | По высочайшему повелению определён рядовым в Отдельный Кавказский корпус. Уволен в отставку с чином прапорщика. Жил в Херсонской губернии, затем в Полтаве.                                                          |
| Михаил Назимов (1801—1888)           | 29 августа (10 сентября) 1830 | 21 августа (2 сентября) 1837 | По высочайшему повелению определён рядовым в Отдельный Кавказский корпус. Уволен в отставку с чином поручика. Жил в Псковской губернии.                                                                              |
| Михаил Нарышкин (1798—1863)          | 14 (26) марта 1833            | 21 августа (2 сентября) 1837 | По высочайшему повелению определён рядовым в Отдельный Кавказский корпус. Уволен в отставку с чином прапорщика. Жил в Тульской губернии, затем в Париже и Москве.                                                    |
| Иван Повало-Швейковский (1787—1845)  | 9 (21) февраля 1840           | 6 (18) мая 1845              | Похоронен 8 (20) мая 1845 в Кургане, на городском кладбище, ныне Городской сад имени В.И. Ленина. |
| Андрей Розен (1799—1884)             | 19 сентября (1 октября) 1832  | 6 (18) сентября 1837         | По высочайшему повелению определён рядовым в Отдельный Кавказский корпус. В 1839 году уволен от военной службы рядовым. Жил в Везенбергском уезде Эстляндской губернии, затем в Изюмском уезде Харьковской губернии. |
| Петр Свистунов (1803—1889)           | 21 января (2 февраля) 1838    | октябрь 1841                 | Определен канцелярским служителем в тобольское общее губернское управление. После амнистии жил в Москве. |
| Иван Фохт (1794—1842)                | 10 (22) марта 1830            | 22 августа (3 сентября) 1837 | Выехал на лечение в город Тобольск. |
| Иван Фохт (1794—1842)                | 1841                          | 1 (13) февраля 1842          | Похоронен 4 (16) февраля 1842 в Кургане, на городском кладбище, ныне Городской сад имени В.И. Ленина. |
| Дмитрий Щепин-Ростовский (1798—1859) | 15 (27) октября 1842          | декабрь 1856                 | После амнистии жил в Ростовском уезде Ярославской губернии. |

Дольше других провели в ссылке в Кургане Башмаков, Бригген, Щепин-Ростовский и Фохт.
В доме семьи Нарышкиных(г. Курган ул. Климова 80а) сейчас расположен дом-музей декабристов.